# ターラント湾
ターラント湾（ターラントわん、イタリア語: Golfo di Taranto）は、地中海・イオニア海の一部であり、イタリア半島の南方にある湾。イタリアのターラントに面していることから、この名が付いた。主要都市はターラント、ガッリーポリ。

## 地理
三方を陸地に囲まれ、東はサレント半島（プーリア州）、西はカラブリア半島（カラブリア州）であり、湾口は南南東に開けている。
湾の大きさは約140km四方となっている。湾の開口部の東端はサンタ・マリーア・ディ・レウカ岬、西端はチロ・マリーナの北にあるプンタ・アリーチェ (Punta Alice) である。西端はクロトーネの南東のコロンナ岬 (Capo Colonna) という説もある。湾岸は、東から順にプーリア州、バジリカータ州、カラブリア州の3州に接する。湾に注ぐ河川の中では、バゼント川、シンニ川、アグリ川が重要である。
湾内にはケラーディ諸島 (Isole Cheradi) がある。
湾岸は古代にマグナ・グラエキアと呼ばれ、ギリシア人が多く居住した地域である。湾の北端付近にあるタレントゥム（現ターラント）を初めとして、沿岸にはクロトナス（現クロトーネ）、ヘラルレア・ルカニア、トゥリオイ、シュバリスなど古代ギリシアの植民都市が造営された。
1977年にイタリア政府はターラント湾の湾口に直線基線を設定し、この基線内は歴史的海域として領海とすること宣言した。しかし、これに対してはアメリカ合衆国やイギリスなどが、抗議を行い、領海主張を認めていない。